# Nakajima A1N
Il Nakajima A1N, indicato anche con il sistema di designazione "lungo" Caccia Imbarcato della Marina Tipo 3 (giapponese 三式艦上戦闘機), era un monomotore biplano da caccia imbarcato prodotto dall'azienda giapponese Nakajima Hikōki KK tra i tardi anni venti ed i primi anni trenta.
Sviluppato dalla britannica Gloster Aircraft Company, che lo identificò come Gloster Gambet e che ne cedette i diritti di costruzione su licenza all'azienda giapponese, rimase in servizio nei reparti da caccia della Dai-Nippon Teikoku Kaigun Kōkū Hombu, la componente aerea della Marina imperiale giapponese, fino al 1935 trovando utilizzo in combattimento durante l'episodio indicato come Guerra di Shanghai del 1932.

## Storia del progetto
Nel 1926 lo stato maggiore della Marina imperiale giapponese espresse l'esigenza di sostituire i caccia Mitsubishi 1MF (Caccia Imbarcato della Marina Tipo 10). A questo scopo decise di interpellare tre aziende aeronautiche nazionali, Nakajima, Mitsubishi ed Aichi Tokei Denki, richiedendo la fornitura di un nuovo modello di caccia basato su portaerei che possedesse, tra le altre caratteristiche, la capacità in caso di avaria di poter galleggiare per almeno sette ore sulla superficie del mare.
I vertici della Nakajima decisero di contattare la britannica Gloster Aircraft per acquistare la licenza di produzione del loro Gloster Gambet, una variante imbarcata del Gloster Gamecock sviluppata su iniziativa personale. Il primo prototipo del Gambet venne portato in volo per la prima volta il 12 dicembre 1927 quindi, una volta espletate le prove di volo per determinare eventuali problemi da risolvere, venne spedito via mare all'inizio del 1928. Il modello, dopo aver ricevuto alcune modifiche ed essere stato equipaggiato con un motore radiale Bristol Jupiter realizzato su licenza dalla Nakajima, venne presentato alle autorità militari che lo sottoposero ad una valutazione comparativa con i concorrenti di Aichi e Mitsubishi, rivelandosi più maneggevole nonché con una più stabile piattaforma di tiro. Al termine delle prove nell'aprile 1929 venne dichiarato vincitore e la Marina imperiale assegnò alla Nakajima un contratto di fornitura per 50 esemplari del nuovo modello, identificato come A1N secondo la convenzione "corta" e Caccia Imbarcato della Marina Tipo 3 con il sistema di designazione "lungo".
Il modello verrà avviato alla produzione in serie nel 1928 che si concluderà con la completa evasione dell'ordine nel 1930.
Intanto venne pianificato uno sviluppo del progetto originale, identificato come A1N2, che prevedeva l'utilizzo di una nuova motorizzazione, sempre su un motore radiale ma una versione migliorata dell'originale Jupiter sviluppata dall'azienda ed identificata Nakajima Kotobuki 2 da 450 hp (336 kW). La nuova versione, avviata alla produzione lo stesso anno e protrattasi fino al 1932, venne realizzata in circa 100 unità.

## Impiego operativo

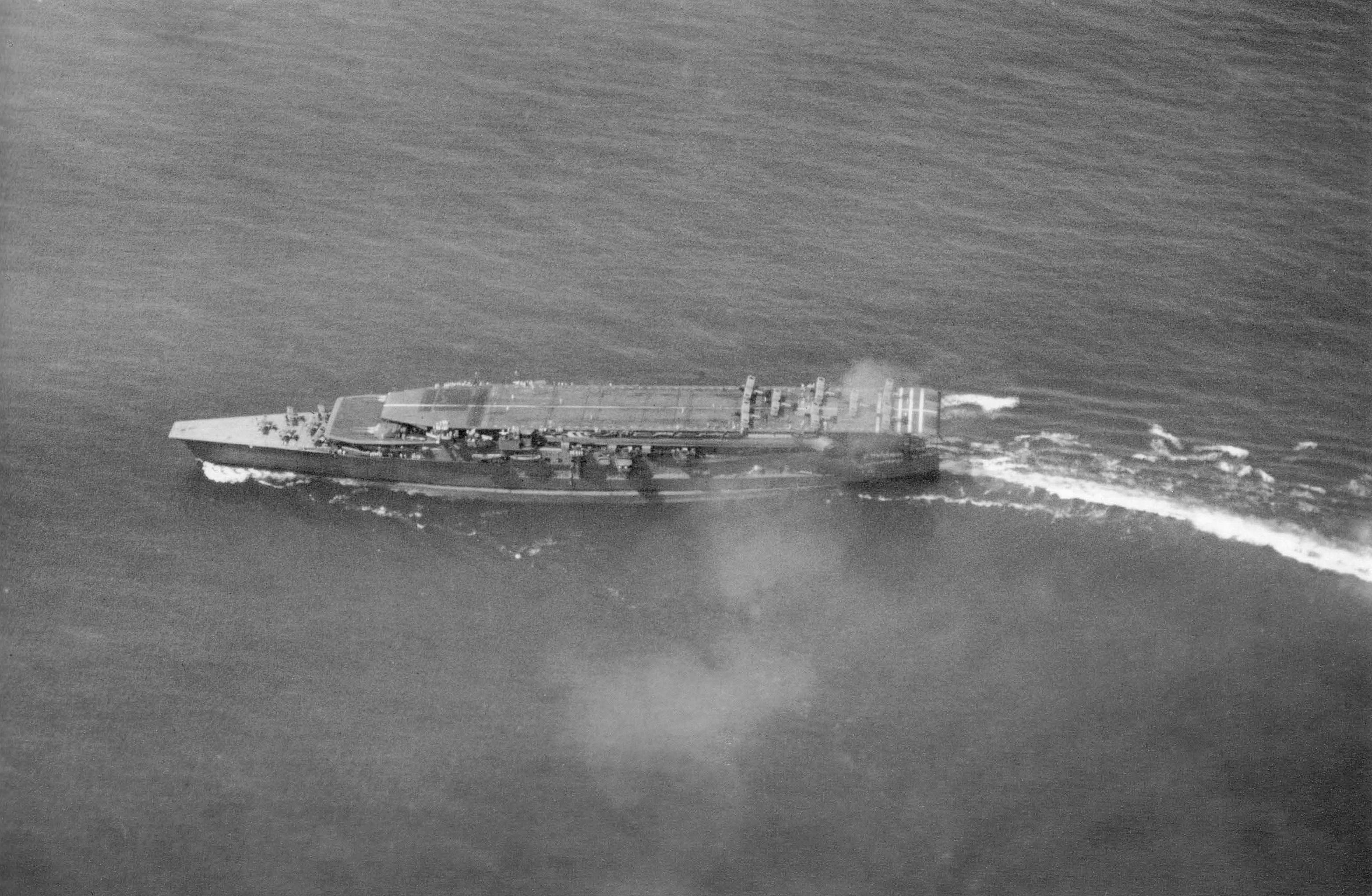
La portaerei Kaga, nella sua configurazione originale a tre ponti di volo, in navigazione nel 1930: si notino, sulla destra nella foto, alcuni A1N in sosta sul ponte superiore.

L'A1N1 entrò in servizio nel 1929 andando progressivamente a sostituire il Mitsubishi 1-MF nei reparti da caccia dislocati sulle portaerei Hōshō, Akagi, Kaga e Ryūjō. La successiva versione migliorata, la A1N2, entrò in servizio nel 1930 e continuò ad essere prodotta fino al 1932.
L'A1N trovò impiego in azione quando, decollando dalle portaerei Hōshō e Kaga, parteciparono alla battaglia aerea nel corso dell'episodio indicato come incidente di Shanghai del 28 gennaio - 3 marzo 1932 scontrandosi con i piloti della Chung-Hua Min-Kuo K'ung-Chün, l'aeronautica militare della Repubblica di Cina. Il 22 febbraio 1932 gli A1N provenienti dalla Kaga furono protagonisti del primo abbattimento in un combattimento aria-aria della storia dell'aviazione della Marina imperiale giapponese a spese del Boeing P-12 condotto dal volontario statunitense Robert Short. Gli A1N rimasero in servizio fino al 1935, quando vennero completamente sostituiti dai nuovi Nakajima A2N (Caccia Imbarcato della Marina Tipo 90).

## Versioni

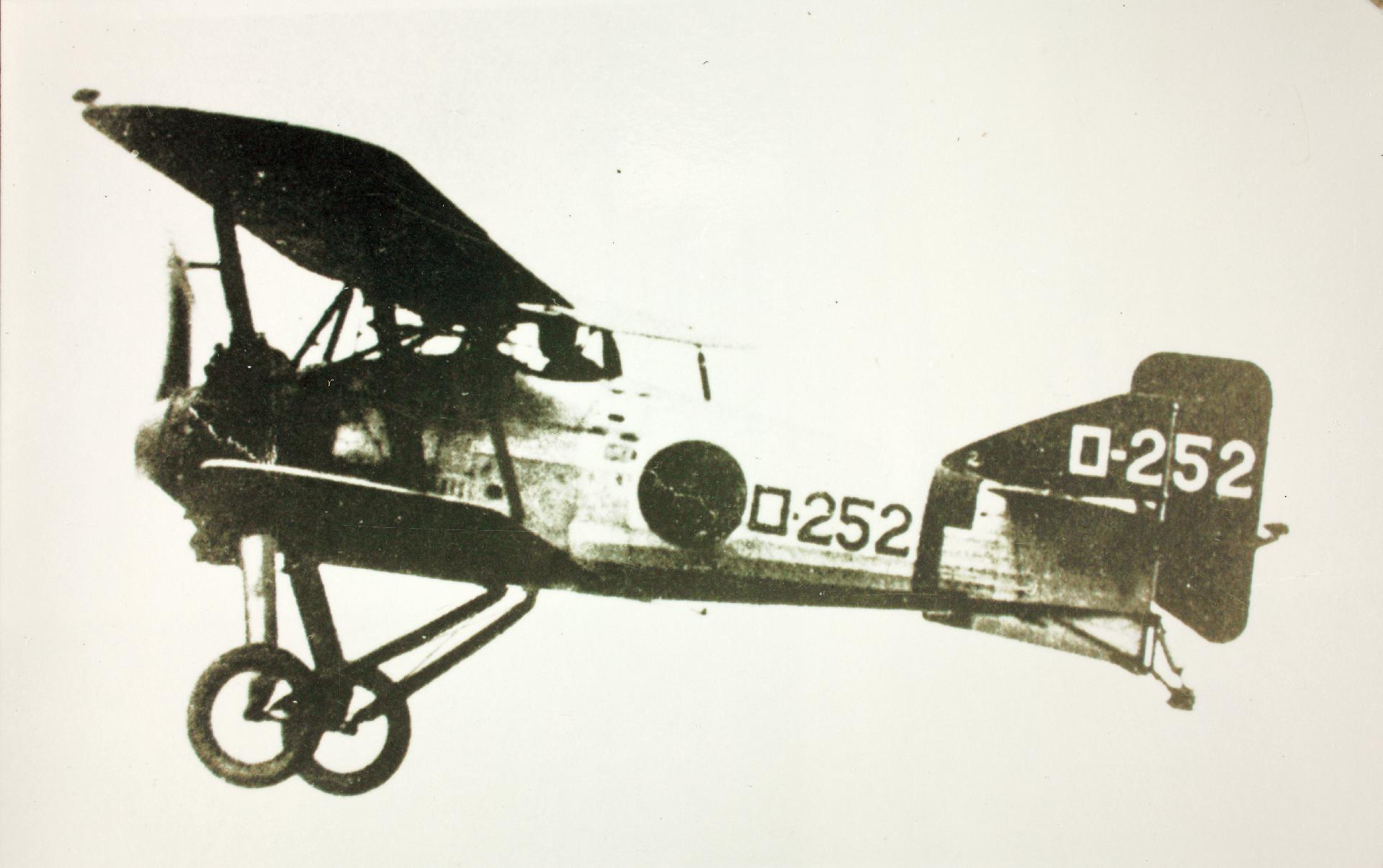
Un A1N1, identificabile dalla carenatura del mozzo dell'elica, in volo.

A1N (non ufficiale)
prototipo, designazione giapponese del Gloster Gambet sviluppato e costruito dalla Gloster Aircraft Company, equipaggiato con un motore radiale Bristol Jupiter VI da 420 hp (313 kW), venne realizzato in un solo esemplare.
A1N1
prima versione di produzione in serie su licenza, equipaggiato con un motore radiale Jupiter VI realizzato su licenza dalla Nakajima e prodotto in 50 esemplari tra il 1928 ed il 1930.
A1N2
versione migliorata, equipaggiata con un motore radiale Nakajima Kotobuki 2 da 450 hp (336 kW) e realizzata approssimativamente in 100 esemplari tra il 1930 ad il 1932.

## Utilizzatori
Giappone
- Dai-Nippon Teikoku Kaigun Kōkū Hombu